# 愛德華多·羅德里奎茲
愛德華多·荷西·羅德里奎茲·赫南德茲（西班牙語：Eduardo José Rodríguez Hernández，1993年4月7日—），為美國職棒大聯盟的投手，目前效力於亞利桑那響尾蛇。他先前曾效力於紅襪與老虎兩隊。
2010年，他以國際自由球員身分與金鶯隊簽約。2014年被交易到紅襪，隔年登上大聯盟。2018年，他隨隊獲得世界大賽冠軍。

## 職業生涯

### 波士頓紅襪

#### 2015年
5月28日，羅德里奎茲登上大聯盟。他先發7+2⁄3局無失分拿下大聯盟首勝。他成為紅襪隊史48年來最年輕初登板就拿下勝投的投手。
接下來兩場先發，羅德里奎茲分別繳出7局失1分和6局無失分的表現。他也是1912年以來首位前三場先發失分都不超過一分，並都送出單場7次三振以上的投手。
整季他先發21場比賽，拿下10勝6敗，防禦率3.85。

#### 2016年
3月，他因為膝蓋骨脫臼導致錯過開季。之後他在5月31日完成球季初先發，主投6局失2分拿下勝投。但他在後面5場比賽防禦率高達8.59，於是他被球隊下放3A調整，並在季中回歸。
整季他出賽20場比賽，拿下3勝7敗，防禦率4.71。

#### 2017年
儘管他在4月份的表現不佳，但他在5月找回身手，單月防禦率為3.10。6月初，他因為膝蓋舊傷復發而再次進入傷兵名單。該年他拿下6勝7敗，防禦率4.19。
他在這年首次嘗到季後賽的滋味，但他在分區賽第二場面對2位打者都被上壘，最後也丟掉了分數。最後紅襪在分區賽輸給太空人。

#### 2018年
球隊在這年將羅德里奎茲拉進先發輪值內，他在球季前五場先發繳出3勝0敗的成績。6月15日，他因為右腳踝扭傷進入傷兵名單內。當時他拿下11勝3敗，防禦率3.44。之後他在季末回歸，並主要以牛棚投手身分出場。該年他拿下13勝5敗，防禦率3.82。他在分區賽和聯盟冠軍賽出賽3場比賽，合計後援3+2⁄3局被敲出2安失3分。世界大賽第四場，他以先發身分出戰，主投5+2⁄3局失4分，但紅襪最終逆轉奪勝，並順利以4勝1敗拿下世界大賽冠軍。

#### 2019年
這年他全以先發身分出賽34場比賽，其中4月24日至9月24日間，他拿下18勝4敗，最終他拿下19勝6敗，防禦率3.81。而他在賽揚獎票選上拿下第6名。

#### 2020年
7月7日，羅德里奎茲確診COVID-19，這也導致他錯過開季。7月底，他罹患因肺炎引起的併發症心肌炎。最終球團為了保護他，在8月1日宣布羅德里奎茲不會參與該年球季。

#### 2021年
2020年12月1日，他和紅襪續簽一年延長合約。7月23日，他在面對洋基的比賽中，第二局因為頭痛而提前離場。整季他拿下13勝8敗，防禦率4.74。他在季後賽拿下1勝1敗，球隊也打到聯盟冠軍賽才止步。季末他成為自由球員，並拒絕紅襪提出的一年1,840萬美元的報價。

### 底特律老虎
2021年11月15日，羅德里奎茲和老虎隊簽下5年7,700萬美元的合約。該合約包含羅德里奎茲在2023年球季後的球隊選擇權。

## 個人生活
羅德里奎茲在家中排行老三，從小他就擅長棒球、籃球和足球。2011年，他在左手刺上母親的名字以此紀念。而他目前已婚，並育有1子1女。

## 外部連結
- 球員資訊和成績在MLB，ESPN，Baseball-Reference，Fangraphs（英文）
- 愛德華多·羅德里奎茲的X（前Twitter）